# Åke Thor
Åke Helge Thor, född 10 april 1922 i Arbrå församling, Gävleborgs län, död 27 maj 2008 i Gävle, var en svensk jägmästare. 
Thor, som var son till förvaltare Carl Thor och Emmy Andersson, utexaminerades från Skogshögskolan 1950. Han blev förvaltare vid Graningeverkens AB 1950, skogschefsassistent vid Wifstavarfs AB 1953, skogschef 1955, direktör där 1961, skogschef vid Bergvik och Ala AB 1967, skogsdirektör 1971–1977. Han var därefter verksam i Kanada, där han blev general manager
woodlands vid Nova Scotia Forest Industries i Port Hawkesbury, Nova Scotia 1977, senare vice president i Stora Forest Industries, president i Interforest Inc i Truro, Nova Scotia, 1987 och var consulting forester från 1990.